# São Clemente (escola de samba)
Grêmio Recreativo Escola de Samba São Clemente (ou simplesmente São Clemente) é uma escola de samba brasileira da cidade do Rio de Janeiro que foi idealizada e fundada por Ivo da Rocha Gomes, João Marinho e Aílton Teixeira. Sua melhor colocação no Grupo Especial do Carnaval foi o 6° lugar em 1990 com enredo "E o Samba Sambou" que criticava a mercantilização do carnaval. Este enredo foi reeditado pela escola 29 anos depois, no carnaval de 2019.
A escola ao longo dos anos notabilizou-se pelos enredos cheios de bom humor e críticas sarcásticas aos mais diversos temas. A São Clemente também possui equipes de futebol de areia de várias categorias, sendo um dos poucos grandes times dessa modalidade a não pertencer ao eixo Copacabana-Leblon.
A sede da São Clemente como instituição sempre esteve no bairro de Botafogo, onde permanece até hoje, bairro este com o qual a agremiação possui profundas ligações. Porém, atualmente, a quadra para os ensaios da escola está localizada na Avenida Presidente Vargas, na Cidade Nova.
A partir de 1984, com a construção do sambódromo, os desfiles da São Clemente passaram a acontecer na Passarela do Samba onde nunca deixou de desfilar. Em 2021, a escola completa 23 participações entre as grandes escolas do Grupo Especial, sendo que, por 11 vezes consecutivamente, entre 2011 e 2021.
Um dos grandes nomes da escola é Renato de Almeida Gomes, filho do fundador. Renatinho, como é conhecido, participa ativamente dos desfiles da agremiação desde os dez anos de idade. Já participou da comissão de frente, da ala, foi diretor de bateria, batizada de "Bateria Fiel",  durante 17 carnavais, diretor de esporte e vice-presidente até chegar a presidência em 2002. Na sua gestão, iniciada em 2002, a escola conquistou três dos seus cinco títulos, em 2003, 2007 e 2010.

## Lugar de origem
A São Clemente tem sua origem no bairro de Botafogo, na Zona Sul da cidade do Rio de Janeiro. São comuns, nas composições da escola, citações e referências à Zona Sul, como, por exemplo, nos sambas de 1995 ("Zona Sul é São Clemente / De estilo irreverente"); 2011 ("Meu Rio sua beleza inspira o mar azul / Canta Zona Sul!"); 2015 ("Ao gênio maior da avenida / Canta Zona Sul, feliz da vida"); entre outros. No carnaval de 1997, a São Clemente homenageou o bairro de Botafogo, desfilando o enredo "A São Clemente Botafogo na Sapucaí".

## Nome, cores e apadrinhamento
Foram mantidos o nome (São Clemente) e as cores (preto e amarelo) herdados do bloco de carnaval e do time de futebol. Diversas composições da escola citam as cores da agremiação, como os sambas de 2006 ("Levanta a poeira, sou mais São Clemente / O preto e amarelo, orgulho da gente"); de 2009 ("Tira a máscara e revela / Veja que é preta e amarela / São cores de um grande amor"); e de 2016 ("De preto e amarelo pintou meu amor! / Hoje tem São Clemente? Tem, sim senhor!").
A Unidos de Vila Isabel é a escola-madrinha da São Clemente. A escola azul-e-branco teve grande importância no início das atividades da escola de Botafogo. Eurico Moreira, que aprovou a São Clemente em seu desfile-teste, era diretor da Vila Isabel e conseguiu com o presidente da agremiação, Seu China, que a escola dividisse seu barracão com a São Clemente. Os carnavalescos da Vila Isabel, Dario e Gabriel do Nascimento, também foram compartilhados. Assim, a Unidos de Vila Isabel se tornou oficialmente madrinha da São Clemente.

## Bandeira

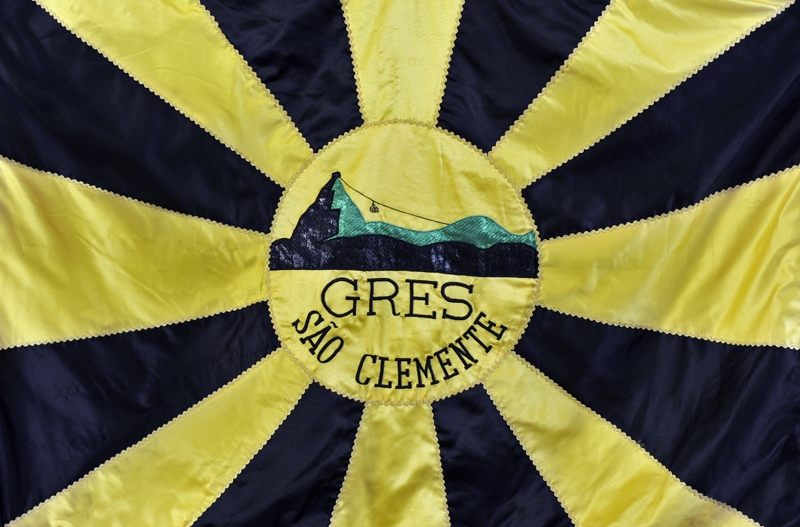
Versão antiga da bandeira da escola.

A bandeira, ou pavilhão, da escola possui dezesseis raios de cores intercaladas (oito pretos e oito amarelos), partindo de duas circunferências concêntricas centrais, uma preta e outra amarela, em direção às extremidades da bandeira. Na circunferência maior, de cor preta, estão: ao centro, o logo da escola; acima, a inscrição "G.R.E.S." (Grêmio Recreativo Escola de Samba); e abaixo, a inscrição "São Clemente". A bandeira pode sofrer pequenas variações a cada ano, como, por exemplo, as disposições das cores dos raios e as cores das letras das inscrições. O logo da escola consiste em um pandeiro amarelo, com um desenho preto estilizado da Enseada de Botafogo, com o Pão de Açúcar ao fundo. Durante muitos anos, a bandeira da escola continha o desenho do Bondinho do Pão de Açúcar, com detalhes em verde. A partir do desfile de 2014, o desenho deu lugar ao logotipo da agremiação. Com isso, a bandeira da escola ficou totalmente nas cores preto e amarelo. A bandeira anterior ainda é utilizada nos desfiles, pelo segundo casal de mestre-sala e porta-bandeira da agremiação.

## História

### São Clemente Futebol Clube
Em 1951, um grupo de moradores do bairro, liderados por Ivo da Rocha Gomes, decidiu criar um time de futebol. Foi nomeado de São Clemente Futebol Clube em referência à Rua São Clemente, onde morava a maioria dos jogadores. A equipe tinha as cores azul e branco, inspiradas na Seleção Carioca de Futebol. O grupo treinava no campo da UFRJ e participava de campeonatos no Rio de Janeiro e em outras cidades.

### Bloco Carnavalesco São Clemente
Além da paixão pelo futebol, Ivo Gomes também gostava de samba e carnaval. Em 1952, o time se reuniu na Rua São Clemente, número 176, em frente à Vila Gauí, onde se preparava para uma excursão à Bananal, em Japeri, onde disputariam mais um campeonato. Enquanto aguardava o ônibus que levaria o grupo, Ivo Gomes avistou, na porta de uma quitanda, duas barricas vazias, que imediatamente transformou em instrumentos de percussão, iniciando uma batucada. No mesmo momento, os jogadores tiveram a ideia de criar um bloco carnavalesco para desfilar pelas ruas do bairro. O bloco teria o mesmo nome do clube de futebol e da rua onde moravam os integrantes; e também as mesmas cores do time. Os primeiros ensaios foram realizados na garagem da loja de autopeças Cia. Iansã, na Rua São Clemente. No mesmo ano, o Bloco Carnavalesco São Clemente, de cores azul e branco, desfilou pela primeira vez. O primeiro samba do grêmio foi composto por Nelson Escurinho.
Meses mais tarde, ao assistir um jogo amistoso entre Fluminense (seu time de coração) e Penãrol, Ivo Gomes ficou impressionado com a combinação de cores do time uruguaio, preto e amarelo, e sugeriu aos integrantes do bloco carnavalesco trocar as cores da agremiação. A sugestão foi aceita, e, no ano seguinte, o Bloco São Clemente desfilou com as cores preto e amarelo, sendo a primeira agremiação a adotar o preto como cor oficial. Em 1956, Ivo se casou com Marina Almeida. O casal teve quatro filhos que, anos mais tarde, comandariam a escola de samba São Clemente. No início da década de 1960, o Bloco São Clemente havia crescido, chegando a fazer três desfiles durante o carnaval. No domingo, desfilava na Rua Arnaldo Quintela (em Botafogo); segunda-feira na Rua Lopes Quintas (no Jardim Botânico); e na terça-feira de carnaval, desfilava na Rua São Clemente. Também recebia convites para apresentações em festas e bailes de carnaval.

### Fundação
Em 1961, durante o baile de carnaval da Associação das Escolas de Samba do Brasil (mais tarde, AESCRJ), dois representantes da São Clemente, Paulo Negão e João Marinho, receberam do compositor Carlos Correa Lopes, a sugestão de transformar o Bloco em escola de samba. A ideia foi aceita, mas, para que a transição fosse aprovada, o diretor da Associação, Eurico Moreira, determinou que fosse realizado um desfile de avaliação. Os representantes da São Clemente convocaram uma reunião com todos os blocos carnavalescos de Botafogo, com o intuito de criar uma escola de samba que agregasse todas as agremiações do bairro. Porém, a ideia foi recusada por todos os grupos. Para confeccionar a apresentação, foi feito um mutirão com os próprios integrantes do bloco.
O desfile de avaliação foi realizado no Clube de Regatas do Flamengo, na Gávea. O júri, formado por Austeclínio da Silva, Eurico Moreira, Joaquim Teotônio, João Paiva dos Santos, José Calazans, José Ferreira, Procópio Caetano, Servan Heitor de Carvalho e Walter Januário, aprovou por unanimidade o desfile. No mesmo dia, em 25 de outubro de 1961, foi fundada a escola de samba São Clemente.
Participaram da fundação da escola: Adalberto de Almeida, Aílton da Conceição (Aílton Fala Grosso), Benildo Mendes Vieira de Carvalho, Carlos Correa Lopes (Carlinhos Pato Roco), Carmindo Moacir (Moacir do Chocalho), Conceição Farias, China da Caixa de Guerra, Daniel Teixeira, Dona Zélia, Elpídio dos Santos, Henrique Torquatro (Dunga), Hugo da Rocha Gomes, Ivan da Silva Vaz (Guiga), Ivo da Rocha Gomes, João Marinho, Jorge Andrade, Marina da Conceição Gomes, Nelson do Piston, Paulo Negão, Paulo Ney Xavier (Paulo Negão), Rodolfo Pinto de Oliveira, Romualdo (Mundinho), Sebastião Costa, Waldomiro (Miro da Neném) e Zélia Baptista.

### Década de 1960
Sua estreia nos desfiles oficiais das escolas de samba ocorreu em 1962, na Avenida Rio Branco, pelo terceiro grupo. O enredo da escola exaltou as riquezas do Brasil: geografia, vegetação, pedras preciosas, ferro, borracha, café, indústria e o petróleo.
No ano seguinte, 1963, a escola iniciou uma trilogia sobre a cidade do Rio de Janeiro. O primeiro enredo exaltou o Rio Antigo, dos tempos dos lampiões a gás, carruagens, tostão e vintém, destacando o Morro do Castelo e o Mosteiro de São Bento. A escola ficou muito próxima do acesso ao segundo grupo, garantido o terceiro lugar
Em 1964, a São Clemente conquistou seu primeiro título no carnaval carioca. O enredo retratou o período de 45 anos, iniciado em 1763, ano em que a sede do Vice-Reino do Brasil foi transferida de Salvador, na Bahia, para a cidade do Rio de Janeiro. Esse período durou até a chegada da família real para o Brasil em 1808. O enredo era baseado no livro O Rio de Janeiro no Tempo dos Vice-Reis, do jornalista e poeta simbolista Luís Edmundo. Na época, o governo patrocinava incontáveis festas populares (festa do Divino, cavalhadas, congadas, serração da velha), uma versão brasileira da política do pão e circo romana.
Em 1965, já no segundo grupo, a São Clemente terminou sua trilogia sobre Rio, abordando os quatro séculos de glórias da cidade, através de suas relíquias e memórias, como os bondes, as obras do Mestre Valentim e os carnavais do Zé Pereira.
No carnaval de 1966, a escola conquistou mais um título, com o enredo "Apoteose ao Folclore Brasileiro". O enredo partiu da formação brasileira originada das três raças. Do branco, a herança foi nas danças e na indumentária. Do índio, as lendas e contos. Dos negros africanos, a ampliação e edificação da música, por meio de instrumentos, que mais tarde originaria o samba, além de crendices e superstições que somadas às dos índios e brancos colocam o folclore brasileiro como um dos mais pujantes do mundo. Depois do abre-alas, um painel alegórico aos temas selecionados, e da comissão de frente, formada pela diretoria da escola, cada ala se encarregou de mostrar as regiões brasileiras. O primeiro carro, em homenagem à Região Norte, representou a Lenda da Boiúna (Cobra Grande). Nela, os caboclos da Amazônia acreditavam que uma cobra gigantesca tinha poderes mágicos e recusaram matá-la para evitarem sua própria ruína. O segundo carro foi uma homenagem ao Nordeste, com a representação de Iemanjá. Para representar o terceiro carro, da Região Centro-Oeste, foram trazidas diversas figuras como a do saci pererê, curupira e caipora. O último carro, da Região Sul, trouxe o Negrinho do Pastoreio. As lendas foram acrescidas de outras manifestações regionais, como o maracatu, reisado, boi bumbá, pastoril, Folia de Reis e Pau de Fita, dando maior amplitude ao sentido folclórico de cada região.
Em menos de seis anos após sua fundação, a escola de Botafogo chegou ao primeiro grupo do carnaval carioca, em 1967. Para a sua estreia no hoje denominado Grupo Especial, a escola trouxe as festas e tradições populares do Brasil, inspirada no livro homônimo de Mello Moraes Filho, avô de Vinicius de Moraes. Esse enredo foi sugerido pela cronista Eneida. As festas descritas no desfile foram a do ano-bom (ano novo), a procissão de São Benedito no Lagarto (Sergipe), o carnaval e o casamento na roça. A escola fez referência ao poema Ode a Dois de Julho de Castro Alves, dia caracterizado como a luta efetiva da Independência do Brasil. A escola não se manteve no grupo. A escola foi muito prejudicada pela chuva. O samba, a despeito de ter conquistado o prêmio de melhor samba do ano, não permitiu que houvesse a desejada harmonia e com isso a escola perdeu bastante no conjunto. As alegorias também não se destacaram. Momentos antes do desfile, a escola sofreu com a intervenção do Juizado de Menores que retirou muitos dos seus integrantes mirins por falta de documentação.
De volta ao segundo grupo, em 1968, a São Clemente fez uma apoteose à cultura nacional, exaltando o grande pesquisador Ladislau de Souza Melo Neto (1875-1893), o cientista mais influente do Brasil da época do Segundo Reinado brasileiro, o pintor Pedro Américo, o jurista e político Rui Barbosa e o escritor Machado de Assis.
Em 1969, a escola concorria a uma vaga no Grupo 1, com o enredo Assim Dança o Brasil, mas em virtude dos atrasos,  os jurados abandonaram o palanque do julgamento, deixando de julgá-la, assim como as escolas Tupi de Brás de Pina, Império da Tijuca e Independentes do Leblon que encerrariam aquele desfile. O samba-enredo desse desfile, aliás, foi o primeiro a ser reeditado na história do samba, pois seria novamente apresentado em 1981.

### Década de 1970
Em 1970, a São Clemente encerrou a sua bem sucedida primeira década de existência levando para a Avenida histórias fantásticas como a do sapo aru, uirapuru, saci pererê e o negrinho do pastoreio.
Durante a década de 70, a escola manteve-se em boa parte no segundo grupo, chegando a ser rebaixada para o terceiro grupo em duas ocasiões: em 1978 e em 1980, quando houve uma redução do número de escolas do primeiro e do segundo grupo, que passaram a contar com apenas 8 escola cada um.
Em 1971, a São Clemente exaltou a miscigenação através das três raças formadoras do povo brasileiro: índios nativos, os brancos portugueses e negros vindos da África. O enredo "Beijo das três saudades" era inspirado em poema de Olavo Bilac.
Em 1972, a São Clemente falou das congadas, uma dança que representa a coroação do rei do Congo, surgida com a vinda de povos africanos tornados escravos no Brasil, incorporando-se à cultura brasileira após a abolição da escravatura.
Em 1973, a São Clemente mostrou a lavagem da Igreja do Nosso Senhor do Bonfim, localizada na Sagrada Colina, na península de Itapagipe, em Salvador. O enredo abordou aspectos dos festejos religiosos, como a romaria de fiéis, as tradicionais baianas com seus vasos com água perfumada para lavar as escadarias da igreja e a presença de barracas de comidas típicas.
Em 1974, a São Clemente mostrou o enredo “Sonhos Fascinantes de um jovem adolescente”, passando pela Vila Rica de Chico Rei, a cabocla Jurema do Amazonas e Iemanjá da Lagoa do Abaeté, na Bahia.
Em 1975, a São Clemente homenageou Francisco Alves, Ary Barroso e Lamartine Babo, lembrando as músicas que entraram para a história do cancioneiro nacional.
Em 1976, a São Clemente homenageou Recife, terra de Dona Santa, rainha do Maracatu Elefante.
Em 1977,a São Clemente trouxe a ficção do artista, transformando-o em príncipe que voa no cavalo alado, em busca da constelação. Lá, ele a estrela Dalva aponta o caminho de um bosque encantado onde ele viu o casamento do Sr. Mamão com D. Melancia, o traquina saci pererê e o lobisomem. Convidado para um baile de fantasmas no castelo, o artista se depara com vários destaques do Teatro Municipal, até o sol raiar.
Em 1978, a São Clemente exaltou o teatro de revista nas figuras de Walter Pinto, Carlos Machado, Virginia Lane e Carmen Miranda.
Em 1979,a São Clemente fez sua louvação às rainhas do mar, Iemanjá, das flores, Rosa, e do Maracatu, Dora.

### Década de 1980

Croqui de fantasia da São Clemente apresentado ao Serviço de Censura sobre o enredo “A criação da noite” (Carnaval de 1983).

Em 1980, a São Clemente trouxe como enredo a doce ilusão do sambista, que vê sua vida transformada para melhor nos quatro dias de carnaval, para, depois da quarta-feira de cinzas, voltar a sua dura realidade.
O ano de 1980 não tinha sido bom para a São Clemente. Além de cair para o terceiro grupo, a escola perdeu seu fundador Ivo da Rocha Gomes em julho de 1980. Em 1981, a São Clemente pela primeira vez na história do Carnaval reeditou um enredo (Assim Dança o Brasil), graças a astúcia dos seus dirigentes que conseguiram junto a AESCRJ esse direito, pois em 1969 com o mesmo enredo a escola desfilou, mas não foi julgada.
Eram tempos difíceis, mas a escola aproveitou-se da adversidade para se impor no carnaval. E o resultado positivo não tardaria a acontecer. A virada da São Clemente aconteceu através das mãos do carnavalesco Carlinhos D'Andrade, que passou a dar expediente no barracão da escola em 1982, desenvolvendo o enredo sobre o arco-íris, na figura lendária de Oxumarê. No ano seguinte, 1983, levou-a ao vice-campeonato falando sobre a criação da noite, assegurando-lhe o direito de retornar ao segundo grupo em 1984.
A partir de então, a escola se caracterizou por apresentar enredos participantes e de cunho social, que, comprovadamente, a define como uma escola de samba preocupada com a problemática do povo brasileiro. Ousada, crítica, irreverente, política, esses são alguns dos adjetivos que passaram a denominar a escola de Botafogo.
Em 1984, a São Clemente conseguiu ascender ao então primeiro grupo com o enredo Não Corra, Não Mate, Não Morra: O Diabo Está Solto no Asfalto, sobre o caos e a violência no trânsito. A escola encantou as arquibancadas com a história bem humorada do Zeca Passista e os perigos do trânsito. Placas, semáforos, atropelamentos foram genialmente representados em fantasias e o amarelo e preto da escola juntou-se ao vermelho e ao verde em um desfile que levou a escola de volta ao primeiro grupo.
Pelo carnaval de 1985 com Quem Casa, Quer Casa, novamente desfilou uma sátira, desta vez, no tocante ao sério problema do déficit habitacional no Brasil. Sua comissão de frente ganhou o Estandarte de Ouro do jornal O Globo. A escola revolucionou o carnaval carioca ao apresentar a sua comissão de frente fazendo evoluções engajadas ao enredo - até então as escolas apresentavam nesse quesito a velha-guarda que tinham a única função de apresentar a escola, permanecendo estática e sem engajamento ao enredo desenvolvido.
De volta ao segundo grupo, a São Clemente entrou na avenida novamente abusando do bom humor e encantou público e jurados com o enredo Muita saúva, pouca saúde, Os males do Brasil são, abordando o descaso com a saúde no Brasil. Destaque para o carro que homenageava o hospital de Brasília, que atendeu Tancredo Neves, em que o paciente tinha seu leito infestado de baratas e tinha formigas até no soro. Um outro carro alegórico simbolizava a diligência da saúde que era puxada por saúvas. A escola ficou com o vice-campeonato.
No carnaval de 1987, a São Clemente retornava ao primeiro grupo com um belo samba, todo em tom menor, composto por Manuelzinho Poeta, Jorge Madeira e Isaías de Paula, este último, ex-interno do SAM (Serviço de Assistência ao Menor). Sua experiência de vida o permitiu expressar nos versos do inspiradíssimo samba sua revolta contra o descaso com as crianças pobres do nosso país. O enredo Capitães do Asfalto era uma réplica análoga a obra de Jorge Amado, Capitães da Areia. Durante o desfile, permeado de ironia na discrepância entre o luxo da vida do menino rico e a miséria da criança que perambula pelas ruas das grandes metrópoles, a São Clemente apresentou um grupo de meninos de rua de verdade. O desfile emocionou a Marquês de Sapucaí e proporcionou um dos melhores momentos da história da escola de Botafogo. Com esse desfile, a São Clemente conseguiu um honroso sétimo lugar, e marcou seu nome definitivamente na história dos desfiles da passarela. Muito antes de se falar em estatuto da criança e do adolescente, a São Clemente saía mais uma vez na vanguarda, e dessa vez, capitaneando o público e a crítica pararam para ver, apreciar e refletir sobre o enredo da escola.
Em 1988, com a violência ganhando as páginas de jornais e com o sucateamento do Estado brasileiro, leniente com esta causa, a São Clemente mais uma vez deu voz ao povo, especialmente o carioca. O enredo Quem avisa amigo é foi um grito de alerta contra a violência. A São Clemente passou com um grande contingente. O sucesso do ano anterior fez com que a escola fosse procurada por pessoas alheias a comunidade e a escola se agigantou. Como uma onda avassaladora, a escola colocou o dedo na ferida, clamando por um basta à violência, de uma forma muito bonita e poética, pouco convencional.
No ano seguinte, com Made in Brazil!!! Yes, nós temos banana, a São Clemente trouxe irreverência ao denunciar a influência econômica e cultural brasileira dentro do mercado internacional, com ênfase na hegemonia norte-americana. O café, a gasolina, o ouro e até os craques do futebol nacional foram abordados em forma de denúncia ao descaso com os produtos genuinamente brasileiros, saqueados a céu aberto e aos olhos complacentes dos governantes. Com um desfile marcado por problemas com carros alegóricos, a superação da escola foi fundamental, num ano em que se prometia o rebaixamento de cinco escolas.

### Década de 1990
Em 1990, a grande surpresa do carnaval foi a São Clemente, ao fazer um célebre enredo E o samba sambou criticando o carnaval da Sapucaí. Destaque para os componentes da comissão de frente, que vieram com uns bonecos nas mãos, representando a comercialização no samba (compra e venda do quesito Mestre-sala e Porta-bandeira pelos dirigentes das escolas).Na sua coreografia,as fantasias eram jogadas no chão e eram pisoteadas.A fantasia do primeiro casal de mestre-sala e porta-bandeira simbolizava bonecos de cordas. A simbologia das fantasias das alas e das alegorias era crítica a modernização do carnaval na era LIESA. A escola liderou a apuração até os dois quesitos junto com a União da Ilha do Governador, naquele ano que prometia ser uma das maiores zebras da história dos desfiles. Mas,no final da apuração a escola terminou em 6o.lugar, sua melhor colocação até o momento.
Para 1991, o enredo ficcional-histórico-futurista, Já Vi este Filme, da São Clemente, mesclava o futuro com a história do Brasil, de forma apocalíptica. A São Clemente fez um desfile compacto. Monique Evans, grávida, brilhou à frente da bateria. O carro abre-alas desfilou, saiu na dispersão e voltou ao desfile para encerrá-lo, dando a impressão que começaria tudo outra vez, como sugeria o enredo. Destacou-se o carro com a Estátua da Liberdade em ruínas, ao melhor estilo Planeta dos Macacos. Pelo desfile apresentado, causou surpresa o rebaixamento da escola, a despeito da ingrata missão de encerrar o desfile de domingo.
Em 1992, com mais um enredo crítico, dessa vez com relação aos problemas na educação, a São Clemente fez um bom desfile, com fantasias caprichadas e de bom efeito. A comissão de frente, do bom e criativo Gabriel Cortês, veio de palmatória. Eram homens vestidos de "senhoras professoras", que no refrão (E o salário ó…), levantavam a saia e mostravam a bunda na avenida. Alguns personagens da Escolinha do Professor Raimundo desfilaram no último carro da escola. Os carros representavam matérias escolares e tinha uma ala de protesto dos professores por melhores salários.
No ano seguinte, a São Clemente inaugurou no desfile da Marquês de Sapucaí o merchandising do pão, enredo que levou para avenida. De forma irônica, a escola cobriu a avenida com pandeiros, ratinhos e, sobretudo, baianas, representando o trigo, o centeio, o milho e a cevada do "Pão nosso de cada dia".
No carnaval de 1994, a São Clemente trouxe um enredo que versava sobre a união dos povos, que pegava carona no "impeachment" de Fernando Collor. Passou pela avenida referências à literatura e a histórias infantis (mosqueteiros, três porquinhos), à música (duplas sertanejas) e à vida pública (passeatas, protestos). O enredo e o samba eram bons, mas a escola apresento um conjunto de alegorias e fantasias irregular, apesar de a fantasia da bateria estar impecavelmente vestida de mosqueteiro.
Em 1995, a São Clemente abriu o Grupo Especial, lembrando da conquista do tetracampeonato de futebol, apostando na recuperação do orgulho brasileiro. Na comissão de frente, foi reproduzido o erro no pênalti de Roberto Baggio, jogador italiano que deu o tetracampeonato ao futebol brasileiro. A escola desfilou com muita empolgação e alegria, mas era evidente a simplicidade de fantasias e alegorias. O abre-alas trouxe São Clemente ladeado por baianas, cuja ala vinha logo a seguir representando a religiosidade. A escola desfilou com simplicidade, mas muita alegria. No centro do carro dos esportes havia uma réplica do capacete de Ayrton Senna, uma homenagem ao ídolo, no qual se destacou Túlio Maravilha. Isadora Ribeiro veio à frente da bateria, que veio multicolorida e representando a moeda Real.
No ano seguinte, a São Clemente, respeitando suas cores, colocou as embarcações na avenida, desde as egípcias até as naus portuguesas, e fez um desfile bem animado, repleto de cavalos marinhos, viquingues, piratas, carrancas, galeões, velas, cisnes brancos, caravelas e canhões. A comissão de frente era formada por Aqualoucos, que vieram de pés de patos. O abre-alas representava folias marítimas. Uma das alegorias, passou avaria na avenida.
No carnaval de 1997, a escola contou a história do bairro de Botafogo e um pouco da história da escola que estava completando 35 anos. O desfile foi um dos mais belos momentos da história da São Clemente, pois além do belo visual, a escola teve uma harmonia perfeita. No resultado, terminou empatada com Caprichosos de Pilares e Tradição. Tal fato gerou controvérsia, pois de acordo com o regulamento a Tradição seria considerada a campeã, uma vez que esta fez a pontuação máxima em quesitos, sendo penalizada em dois pontos pelo número indevido de componentes na ala de baianas. No desempate, entre a Caprichosos e São Clemente, outro problema foi observado para que se pudesse eleger a vice-campeã, que também subiria ao Grupo Especial, já que ambas perderam a mesma quantidade de pontos nos mesmos quesitos (Comissão de Frente e Fantasias) considerando-se o descarte de notas. Uma última cláusula do regulamento diziam que persistindo tal empate dever-se-ia sortear a escola a ser considerada com melhor classificação. O sorteio foi ao vivo e a bola escolhida foi a da Caprichosos de Pilares. A São Clemente entrou na justiça alegando suspeita de fraude na classificação. A escola de Botafogo conseguiu uma liminar concedida pelo juiz da 31ª Vara Cível, Carlos Eduardo Moreira da Silva e participou do Desfile das Campeãs sendo a primeira escola a se apresentar. No entanto, ao longo do ano perdeu os recursos e foi obrigada a amargar mais um ano no Grupo de Acesso.
No ano seguinte, com uma linguagem simples e direta, a São Clemente veio "mordida" e fez um protesto na Avenida, pedindo Justiça. O enredo Maiores são os poderes do povo. Se Liga na São Clemente!, retratava a briga do povo por justiça, falando da luta pelos direitos essenciais: saúde, educação, emprego, moradia. A escola elevou sua voz contra a fome, os baixos salários e a falta de cuidado com o bem-estar social. Na comissão de frente, vinham os "guerreiros de Momo", uma tropa de choque para botar ordem na casa, já que avacalharam com o carnaval. Eles vinham elegantemente vestidos e simulavam um ataque, em alusão aos jurados que prejudicaram a escola no ano anterior. A ala de baianas trouxe o nome da escola sobre o dorso em letras garrafais, mostrando o orgulho de ser clementiano. No carro da discriminação, a atriz Neusa Borges veio de destaque. A escola de Botafogo obteve o vice-campeonato, conquistando enfim o direito de desfilar no Grupo Especial.
Em 1999, desfilando com sua alegria tradicional, a São Clemente abriu o desfile do Grupo Especial, com uma homenagem ao advogado, jornalista, político, diplomata e abolicionista Rui Barbosa. A agremiação realizou um desfile modesto e foi rebaixada para o Grupo de Acesso. Apesar de a escola ter tido uma melhora significativa no quesito fantasia, algumas alegorias pecaram, por falta de ousadia. Rui Barbosa foi retratado em quase todas elas. No carro da abolição, uma das figuras passou avariada.

### Década de 2000
No carnaval temático dos 500 anos do Brasil, com o enredo "No ano 2000 a São Clemente é Tupi, com Sergipe na Sapucaí", a São Clemente destacou as riquezas culturais, históricas e naturais de Sergipe, dos sítios arqueológicos ao seu fabuloso folclore, questionando os 500 anos do Brasil, de forma respeitosa, incorporando o indígena não como ser exótico, mas como elemento da nossa identidade histórica. Em anos cada vez mais competitivos, a escola fez uma parceria com o governo de Sergipe, fugindo um pouco de seu estilo.
No carnaval de 2001, com fantasias leves, bem-humoradas e claras, o enredo "A São Clemente mostrou e nada mudou nesse Brasil gigante" fez referência aos diversos enredos antigos e críticos da escola. Logo no abre-alas, todo branco e prata, a escola pedia paz em pequenos estandartes que enfeitavam o carro: um enorme balde, com duas garrafas de champanhe, cercado por taças. A festa que a escola levou para a avenida era a resposta aos que fazem do país um lugar nem sempre alegre. Por isso, depois do abre-alas, vinha a dura realidade: a alegoria da favela tinha sinais de trânsito, postes com fios e placas onde se lia "não jogue lixo", além de vasos sanitários que serviam de base para os destaques.
No ano dos enredos comercializados, a São Clemente não fugiu à regra. A São Clemente comemorou os 40 anos de avenida com um tema de alerta para a necessidade de preservação do meio ambiente: "Guapimirim, paraíso ecológico abençoado pelo Dedo de Deus". O alerta veio logo atrás da comissão de frente, com as 180 baianas. A ala desfilou divida com fantasias em duas cores (branco e preto), representando a Baía de Guanabara, suas águas e a poluição. Com carros gigantescos, a escola teve problemas com um deles, que quebrou e os destaques tiveram que desfilar no chão. Era o segundo carro que apresentava os primeiros sinais da presença do homem na região de Guapimirim - que significa "nascente pequena", na língua indígena. Com alguns problemas na evolução, a escola acabou disputando com a Tradição o rebaixamento, levando a pior, talvez por ter sido a primeira a desfilar, posição comumente sacrificada pelos jurados.
No ano seguinte, a São Clemente novamente se sagraria campeã do Grupo de Acesso do carnaval carioca. O último título havia sido conquistado em 1966. A escola obteve nota máxima em todos os quesitos com um belo desfile em homenagem ao município de Mangaratiba. O resultado, porém, foi contestado pelas demais concorrentes.
No ano das reedições, 2004, a São Clemente abriu o desfile e também revisitou, não um enredo, mas sua tradição de carnavais bem-humorados, marcados pela crítica política e social, irreverentes, abandonada nos últimos anos. Sob pressão de deputados e senadores, Milton Cunha foi obrigado a mudar na última hora a escultura que mostrava Tio Sam sentado no Congresso como num vaso sanitário no enredo "Boi voador sobre o Recife - Cordel da galhofa nacional". Prejudicada pela chuva, a irreverência do enredo, que partiu da primeira cobrança de pedágio do Brasil, por Maurício de Nassau, no Recife, para criticar ferozmente os políticos brasileiros, não foi suficiente para manter a escola de Botafogo no Grupo Especial.
No ano seguinte, 2005, apesar de desfilar para arquibancadas quase vazias, no fim de uma chuvosa madrugada, a São Clemente emocionou e divertiu quem ficou para ver "Velho é a vovozinha: a São Clemente enrugadinha e gostosinha", em defesa da pessoa idosa. A escola entrou na Sapucaí com uma enorme escultura de um preto velho no abre-alas e fez referências ao filme Cocoon.
Em 2006 a São Clemente entrou luxuosa e com carros grandes e bem acabados na sua homenagem a dupla Luiz Gonzaga e Gonzaguinha. A São Clemente arrebatou o estandarte de ouro de melhor escola do acesso, mas ficou apenas com o vice-campeonato.
No ano seguinte, 2007, a São Clemente entrou na avenida disposta a acabar com todos os tipos de preconceitos. O enredo ‘Barrados no Baile’ trouxe hippies, gays, nordestinos, funkeiros, negros e todas as tribos sujeitas a qualquer tipo de discriminação se espalharam por suas 1.400 fantasias. Com 2.500 componentes na Avenida, a São Clemente não cometeu deslizes e conquistou o título do Grupo de Acesso A, que lhe deu o direito de voltar ao Grupo Especial em 2008.
De volta ao Grupo Especial, em 2008, a São Clemente abriu os desfiles com luxo, ao apresentar a chegada da família real portuguesa ao Brasil, em 1808, sob a ótica da mãe do Rei Dom João VI, Dona Maria, "a Louca". O menor tapa-sexo usado no Carnaval levou à fama a modelo Viviane Castro. Os 3,5 cm de pano, no entanto, custaram 0,5 ponto à escola. A Comissão de Verificação das Obrigatoriedades Regulamentares da Liga Independente das Escolas de Samba do Rio de Janeiro entendeu que a passista estava nua, o que é proibido pelo regulamento. A punição prejudicou a escola, mas não foi a causa de sua queda para o Grupo de Acesso.
No seu retorno ao Grupo de acesso A, em 2009, a São Clemente abriu pela segunda vez o desfile, nesse grupo, com a manutenção do carnavalesco Mauro Quintaes, que iria desenvolver um enredo sobre a malandragem com o carnavalesco Wagner Gonçalves, mas a direção da escola resolveu mudar e trouxe Alexandre Louzada, para desenvolver o carnaval ao lado de Mauro Quintaes, o enredo O Beijo Moleque da São Clemente. A escola foi prejudicada pela organização dos desfiles, já que não liberaram a área de concentração, o que fez com que o desfile sofresse um atraso de mais de 40 minutos. A escola contou a história do primeiro palhaço negro Benjamin de Oliveira. A escola ficou na 4ª colocação com 238,5 pontos, permanecendo no mesmo grupo em 2010.

### Década de 2010
Em 2010, a São Clemente apresentou o enredo Choque de Ordem na folia e fazendo uma exibição correta e segura, sagrou-se campeã do Grupo de Acesso ganhando nota 10 em todos os quesitos, com exceção de um 9,7 para mestre-sala e porta-bandeira que fora descartado. Com xerifes na bateria, a escola mesclou as ações do Choque de Ordem coordenado pela atual gestão da Prefeitura do Rio de Janeiro e situações do carnaval contemporâneo. O abre-alas representou a Copacabana dos anos 50. Mas o grande destaque foi um enorme gato, que fez alusão às ligações clandestinas de luz e água.
No ano em que completou o seu jubileu de ouro, em 2011, a São Clemente contratou o carnavalesco Fábio Ricardo, revelado na Rocinha, que faz sua estreia solo no grupo Especial. O enredo escolhido fez uma homenagem aos monumentos da cidade maravilhosa intitulado "O meu, o seu, o nosso rio, abençoado por deus e bonito por natureza". Apesar de ter apresentado um carnaval de qualidade, a escola não obteve boas notas do juri oficial, conseguindo o 9° lugar.
Para 2012, a escola não levou enredo sobre o seu cinquentenário, optando pelo tema "Uma aventura musical na Sapucaí", sobre os grandes musicais. O enredo foi considerado o melhor carnaval que a escola já fez, tendo um desfile foi luxuoso e com grandes surpresas, entre elas um violinista no meio da bateria e uma mulata inflável. Apesar do elogiável desfile, a escola termina em 11ª lugar.
Em 2013, a escola continuou com seus grandes alicerces, o carnavalesco Fábio Ricardo, que havia recebendo propostas de outras escolas, como Imperatriz e Mangueira, além de continuar com as parcerias financeiras que em 2012 renderam ótimos frutos á escola. No carnaval, apresentou o enredo "Horário Nobre" que lembrou muitas novelas da Rede Globo, conquistando a 10.ª colocação.
Para 2014, a escola anunciou seu enredo sobre as favelas, cuja sinopse foi idealizada pelo compositor André Diniz. O desenvolvimento do enredo inicialmente seria realizado por Bia Lessa e Gringo Cardia, que devido a não sair patrocínio deixaram a escola. Chegou-se a negociar com Roberto Szaniecki para ocupar sua vaga, mas acabou-se optando pelo Núcleo Criativo da escola formado por Roberto Gomes, Tiago Martins, Muqueca e Ricardo Gomes, que mais tarde contou com a participação de Max Lopes junto com João Vítor, Muqueca e Tiago Martins. A escola termina em 11° lugar.
Em 2015 a escola apresentou o enredo "A Incrível História do Homem que só tinha medo da Matinta Pereira,da Tocandira e da Onça Pé de Boi". Idealizado pela carnavalesca Rosa Magalhães, fez um dos melhores desfiles da noite e apontado por muitos como uma das cabeças da apuração. Com nota máxima nos quesitos Bateria e Mestre-Sala e Porta-Bandeira, além de três notas dez e um 9.8 de enredo, a escola da Zona Sul terminou em um bom 8° lugar, superando as dificuldades dos anos passados. A escola também ganhou prêmios como Melhor Enredo e Melhor Desfile de 2015.
Para 2016 renovou com a carnavalesca Rosa Magalhães que apresentou o enredo "Mais de Mil Palhaços no Salão" falando dos palhaços e tecia uma crítica a política do país. No desfile o segundo carro, em que veio a carnavalesca, teve um problema com as luzes e desfilou apagado. Mas como era uma alegoria de cor clara, não ficou tão prejudicada. O terceiro carro também teve problema no chassi e parou de andar, criando um buraco no meio da avenida. A rainha da bateria, Raphaela Gomes, caiu durante o desfile. Na apuração a escola ficou em 9° lugar.
No carnaval de 2017, a São Clemente trouxe como enredo "Onisuáquimalipanse" (que em português significa "Envergonhe-se quem pensar mal disso") para narrar a história da construção de um palácio por Nicolas Fouquet, ministro das finanças de Luis XIV, palácio este que de tão esplendoroso, fez com que o rei comece a duvidar da honestidade deste ministro, terminando por condená-lo a prisão perpétua, confiscando-lhe os bens. Mesmo com um desfile elogiado, devido a sua luxuosidade, a escola repetiu o nono lugar.
Na preparação para o carnaval de 2018, a escola perdeu nomes importantes: a carnavalesca Rosa Magalhães e o coreógrafo Sérgio Lobato - ambos contratados pela Portela - e a porta-bandeira Denadir Garcia que foi para a Vila Isabel. Para os respectivos lugares foram contratados Amanda Poblete e Jorge Silveira - vindos da Vila Isabel e da Viradouro, respectivamente. O enredo para 2018 foi "Academicamente Popular", que prestou uma homenagem aos 200 anos da Escola de Belas Artes do Rio de Janeiro. Termina a apuração em 11°lugar, ficando 0.1 a frente da Grande Rio e se mantendo na elite.
Visando o carnaval de 2019, a escola promove mudanças em alguns setores, como a contratação da experiente porta-bandeira Giovanna Justo, do coreógrafo Junior Scapin e dos intérpretes Bruno Ribas e Larissa Luz para dividir o carro de som com Leozinho Nunes. Para este carnaval, a São Clemente reeditou o enredo "E o Samba Sambou" originalmente apresentado em 1990 e que é um dos enredos mais famosos da escola, responsável pela melhor colocação clementiana na história, um sexto lugar. Abrindo o segundo dia de desfiles, a escola fez uma bela apresentação, elogiada positivamente pela crítica especializada. Na apuração, porém, a aurinegra terminou apenas com a décima segunda colocação.

### Década de 2020
Para o carnaval de 2020, houve mudança apenas no carro de som: saiu Larissa Luz e entrou Grazzi Brasil, que no desfile anterior fez jornada dupla na Tuiuti e no Vai-Vai. A São Clemente apresentou o enredo "O Conto do Vigário", abordando a história do termo, e abordando mentiras  que ocorreram na história do Brasil e que ainda estão estariam presentes na política. O mesmo título de enredo e temática parecida foram utilizados pela Acadêmicos de Vigário Geral, pelo grupo de acesso, no mesmo ano, e ambas as escolas fizeram críticas ao então presidente Jair Bolsonaro. A alvinegra ainda teve como um dos compositores de seu samba-enredo o ator e humorista Marcelo Adnet, que venceu a disputa promovida pela escola.
Para 2021, a São Clemente pretendia mudar o seu estilo de fazer carnaval na tentativa de conquistar o seu primeiro título de campeã do Grupo Especial. Conhecida por realizar desfiles críticos e relacionados à política, a agremiação apresentaria o enredo  "Ubuntu", palavra africana, que significa humanidade e que traz em sua essência a busca pelo bem-estar coletivo. Porém, com o cancelamento do Carnaval em 2021, a escola opta por um novo enredo, em homenagem ao ator e humorista Paulo Gustavo, que faleceu vítima da Covid-19. Com um desfile que apresentou falhas em evolução, a agremiação acabou sendo rebaixada, ao ficar na 12º colocação. De volta à Série Ouro no carnaval de 2023, a São Clemente recontrata o carnavalesco Jorge Silveira para desenvolver o enredo "O Achamento do Velho Mundo", temática que imaginava como seria se a Europa fosse descoberta por indígenas brasileiros. Na apuração, a escola terminou com o sétimo lugar.
- 2024: "Que Grande Destino Reservaram pra Você"

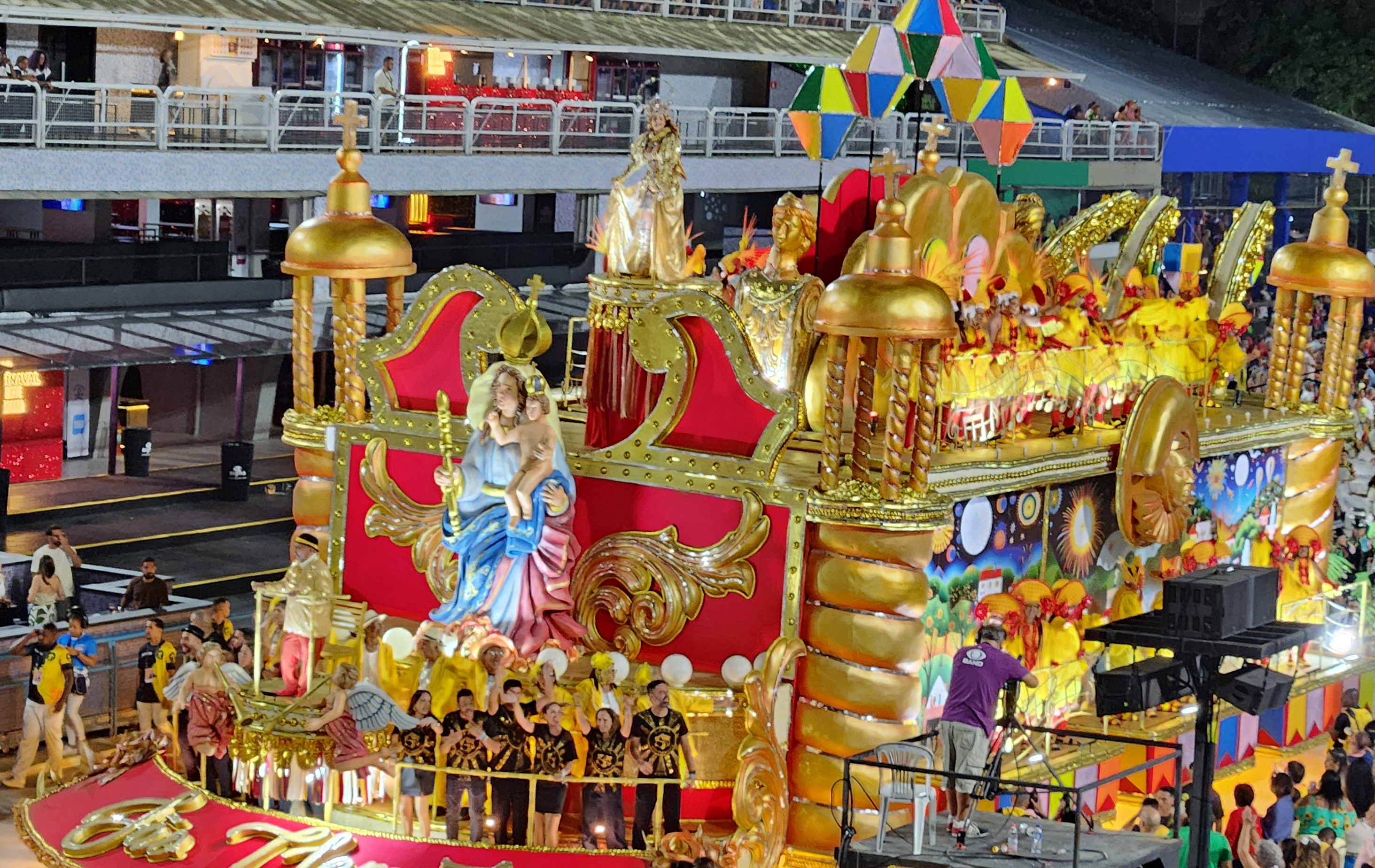
Abre-alas da São Clemente em 2024.

Para o carnaval de 2024, a São Clemente contrata o carnavalesco Bruno de Oliveira para desenvolver o enredo "Que grande destino reservaram pra você", que presta uma homenagem à trajetória do cantor e compositor Zé Katimba. Posteriormente, a escola promove novas mudanças em sua equipe: Mestre Caliquinho deixou o comando da Fiel Bateria após 13 anos, sendo substituído por Mestre Bruno Marfim, prata da casa. Bruna Lopes assume o posto de coreógrafa da comissão de frente, substituindo Lucas Maciel, que se transferiu para a Mangueira. Após 7 anos, o intérprete Leozinho Nunes foi desligado da agremiação, sendo substituído por Vitor Cunha e Leandro Santos. Especialistas destacaram a fácil leitura do enredo, mas apontaram falhas de acabamento em alegorias e problemas de evolução e harmonia. O homenageado participou do desfile, vindo na primeira alegoria. A rainha de bateria Raphaela Gomes desfilou com o braço direito imobilizado devido a um acidente de moto que sofreu dias antes do carnaval. No julgamento oficial do carnaval da Série Ouro, a São Clemente conquistou a pontuação máxima nos quesitos Fantasias, Bateria, Comissão de Frente, Mestre-sala e Porta-bandeira, Alegorias e Adereços e Harmonia; perdendo um décimo em Evolução, dois décimos em Enredo e três décimos em Samba-Enredo, quesito que foi mais penalizado. Como resultado, a escola se classificou em quinto lugar, seis décimos atrás da campeã Unidos de Padre Miguel. Após o desfile, a São Clemente anunciou o desligamento dos intérpretes Vitor Cunha e Leandro Santos, enquanto a coreógrafa Bruna Lopes, o diretor de harmonia Jurandir Baptista e a porta-bandeira Raphaela Caboclo se desligaram da agremiação. Posteriormente, o carnavalesco Bruno de Oliveira foi desligado da escola.
- 2025: "A São Clemente Dá Voz a Quem Não Tem"

Para o carnaval de 2025, a São Clemente anunciou um enredo sobre proteção aos animais. O tema foi idealizado pelo deputado federal mineiro Fred Costa em conjunto com a direção da escola. O carnavalesco Mauro Leite foi contratado para desenvolver o desfile. A escola também reformulou outros segmentos, contratando o intérprete Rafael Tinguinha, o coreógrafo David Lima e a porta-bandeira Thaís Romi. No julgamento oficial do carnaval da Série Ouro, a São Clemente se classificou em 12° lugar, sendo rebaixada para a Série Prata e deixando a Marquês de Sapucaí após 40 anos consecutivos.

## Carnavais
| São Clemente | São Clemente                                    | São Clemente                                    | São Clemente | São Clemente                                                                  | São Clemente                              |
| Ano          | Colocação                                       | Divisão                                         | Enredo | Carnavalesco                                                                  | Ref.                                      |
| ------------ | ----------------------------------------------- | ----------------------------------------------- | --- | ----------------------------------------------------------------------------- | ----------------------------------------- |
| 1962         | 4.º Lugar                                       | Grupo 3                                         | "Riquezas do Brasil" (Compositor do samba: Carlos Correa Lopes) | Gabriel e Dario                                                               | [ 31 ]                                    |
| 1963         | 3.º Lugar                                       | Grupo 3                                         | "Rio de Antanho" (Compositores do samba: Carlos Correa Lopes e Robertinho Devagar) | Augusto Henrique                                                              |                                           |
| 1964         | Campeã (Promovida)                              | Grupo 3                                         | "Rio dos Vice-reis" (Compositores do samba: Adilton Luz, Zezinho e Walter) | Ivo da Rocha Gomes                                                            |                                           |
| 1965         | 3.º Lugar                                       | Grupo 2                                         | "Relíquias e Memórias do Rio" (Compositores do samba: Adilton Luz, Zezinho e Walter) | Ivo da Rocha Gomes                                                            |                                           |
| 1966         | Campeã (Promovida)                              | Grupo 2                                         | "Apoteose ao Folclore Brasileiro" (Compositores do samba: Carlos Correa Lopes e Robertinho Devagar) | Ivo da Rocha Gomes                                                            |                                           |
| 1967         | 10.º Lugar (Rebaixada)                          | Grupo 1                                         | "Festas e Tradições Populares do Brasil" (Compositores do samba: Paulo Granada, Leônidas de Araújo, Barata e Chocolate) | Renato Miguez e Dedé                                                          |                                           |
| 1968         | 7.º Lugar                                       | Grupo 2                                         | "Apoteose à Cultura Nacional" (Compositor do samba: Chocolate) | Ivo da Rocha Gomes                                                            |                                           |
| 1969         | Não foi julgada                                 | Grupo 2                                         | "Assim Dança o Brasil" (Compositores do samba: Dario Marciano, Lorival Boa Memória e João Carlos Grilo) | Ivo da Rocha Gomes                                                            |                                           |
| 1970         | 9.º Lugar                                       | Grupo 2                                         | "Histórias Fantásticas" (Compositores do samba: Dario Marciano e Lorival Boa Memória) | Ivo da Rocha Gomes                                                            |                                           |
| 1971         | 5.º Lugar                                       | Grupo 2                                         | "O Beijo de Três Saudades" (Compositores do samba: Ivo da Rocha Gomes e João Carlos Grilo) | Ivo da Rocha Gomes                                                            |                                           |
| 1972         | 5.º Lugar                                       | Grupo 2                                         | "Danças de Um Povo Livre" (Compositores do samba: Ivo da Rocha Gomes e João Carlos Grilo) | Ivo da Rocha Gomes                                                            |                                           |
| 1973         | 7.º Lugar                                       | Grupo 2                                         | "Momentos Inesquecíveis de Tapoagipe" (Compositores do samba: Sidney da Conceição e Natal) | Ivo da Rocha Gomes                                                            |                                           |
| 1974         | 11.º Lugar                                      | Grupo 2                                         | "Sonhos Fascinantes de Um Jovem Adolescente" (Compositores do samba: Ouvídio e Filinho) | Ivo da Rocha Gomes                                                            |                                           |
| 1975         | 5.º Lugar                                       | Grupo 2                                         | "Quem Quebrou Meu Violão - Taí, Taí, Tra-Lá-Lá" (Compositores do samba: Boca Rica, Wanderley Caramba, Risada e Jorge Canário) | Ivo da Rocha Gomes e Carlos Gil                                               |                                           |
| 1976         | 10.º Lugar                                      | Grupo 2                                         | "Recife, Nosso Amor Distante" (Compositores do samba: Sidney da Conceição, Natal e Ouvidio) | Ivo da Rocha Gomes                                                            |                                           |
| 1977         | 10.º Lugar                                      | Grupo 2                                         | "Acredite Se Quiser" (Compositores do samba: Chocolate, Zé Prego e Siri) | Ivo da Rocha Gomes                                                            |                                           |
| 1978         | 9.º Lugar (Rebaixada)                           | Grupo 2                                         | "Apoteose ao Teatro de Revista" (Compositor do samba: Chocolate) | Ivo da Rocha Gomes                                                            |                                           |
| 1979         | 5.º Lugar (Promovida)                           | Grupo 2A (terceira divisão)                     | "Louvação às Três Rainhas" (Compositores do samba: Ivo da Rocha Gomes e Izaías de Paula) | Ivo da Rocha Gomese Ricardo Ayres                                             |                                           |
| 1980         | 9.º Lugar (Rebaixada)                           | Grupo 1B (segunda divisão)                      | "A Doce Ilusão do Sambista" (Compositores do samba: Ivo da Rocha Gomes e João Carlos Grilo) | Ivo da Rocha Gomes                                                            |                                           |
| 1981         | 3.º Lugar                                       | Grupo 2A (terceira divisão)                     | "Assim Dança o Brasil" (Compositores do samba: Dario Marciano, Lorival Boa Memória e João Carlos Grilo) | Ivo da Rocha Gomes                                                            | [ 32 ]                                    |
| 1982         | 3.º Lugar                                       | Grupo 2A (terceira divisão)                     | "As Intocáveis Tempestades de Dam" (Compositores do samba: Wilson Magnata, Marino e Ivanildo) | Carlinhos Andrade                                                             |                                           |
| 1983         | Vice-campeã (Promovida)                         | Grupo 2A (terceira divisão)                     | "Criação da Noite" (Compositores do samba: João Carlos Grilo, Serginho e Chocolate) | Carlinhos Andrade                                                             |                                           |
| 1984         | 4.º Lugar (Promovida)                           | Grupo 1B (segunda divisão)                      | "Não Corra, Não Mate, Não Morra - O Diabo Está Solto no Asfalto" (Compositores do samba: Rodrigo e Geraldão) | Carlinhos D'Andrade e Paulo Vasconcellos                                      |                                           |
| 1985         | 15.º Lugar (Rebaixada)                          | Grupo 1A (primeira divisão)                     | "Quem Casa Quer Casa" (Compositores do samba: Rodrigo, Izaías de Paulo e Helinho 107) | Carlinhos D'Andrade e Roberto Costa                                           |                                           |
| 1986         | Vice-campeã (Promovida)                         | Grupo 1B (segunda divisão)                      | "Muita Saúva, Pouca Saúde, os Males do Brasil São" (Compositores do samba: Helinho 107, Mais Velho e Nino) | Carlinhos D'Andrade e Roberto Costa                                           |                                           |
| 1987         | 7.º Lugar                                       | Grupo 1 (primeira divisão)                      | "Capitães do Asfalto" (Compositores do samba: Izaias de Paula, Jorge Moreira e Manuelzinho Poeta) | Carlinhos D'Andrade e Roberto Costa                                           |                                           |
| 1988         | 10.º Lugar                                      | Grupo 1 (primeira divisão)                      | "Quem Avisa Amigo É" (Compositores do samba: Izaias de Paula, Helinho 107 e Chocolate) | Carlinhos D'Andrade e Roberto Costa                                           |                                           |
| 1989         | 13.º Lugar                                      | Grupo 1 (primeira divisão)                      | "Made in Brazil, Yes Nós Temos Banana" (Compositores do samba: João Carlos Grilo, Ricardo Goes, Ronaldo Soares e Sérgio Fernandes) | Carlinhos D'Andrade                                                           |                                           |
| 1990         | 6.º Lugar                                       | Especial (primeira divisão)                     | "E o Samba Sambou" (Compositores do samba: Helinho 107, Mais Velho, Chocolate e Nino) | Carlinhos D'Andrade, Roberto Costa e César Azevedo                            |                                           |
| 1991         | 13.º Lugar (Rebaixada)                          | Especial (primeira divisão)                     | "Já Vi Este Filme" (Compositores do samba: Manoelzinho Poeta, Jorge Moreira, Severo, Jorge Melodia e Haroldo Pereira) | Carlinhos D'Andrade, Roberto Costa e César Azevedo                            |                                           |
| 1992         | 7.º Lugar                                       | Grupo A (segunda divisão)                       | "E o Salário Ó!" (Compositores do samba: Chocolate, Helinho 107, Maurício, Ricardo e Ronaldo) | Luiz Fernando Reis e José Félix                                               |                                           |
| 1993         | 7.º Lugar                                       | Grupo A                                         | "O Pão Nosso de Cada Dia" (Compositores do samba: Helinho 107, Chocolate, Ricardo, Ronaldo e Maurício) | José Félix e Roberto Costa                                                    |                                           |
| 1994         | Vice-campeã (Promovida)                         | Grupo A                                         | "Uma Andorinha Só não Faz Verão" (Compositores do samba: Dedeco, Cesar Neguinho e Buda) | Roberto Costa                                                                 |                                           |
| 1995         | 17.º Lugar (Rebaixada)                          | Especial                                        | "O que É, o que É... Que não É, mas Será?" (Compositores do samba: Helinho 107, Cláudio Filé, Leonardo Alegria e Waguinho) | Luiz Fernando Reis                                                            |                                           |
| 1996         | 3.º Lugar                                       | Grupo A                                         | "Se a Canoa não Virar a São Clemente Chega Lá" (Compositores do samba: Henrique Damião, Maurílio Faria e Flávio Oliveira) | Roberto Costa e Jaime Cezário                                                 | [ 33 ]                                    |
| 1997         | 3.º Lugar                                       | Grupo A                                         | "A São Clemente Botafogo na Sapucaí" (Compositores do samba: Ricardo Góes, Ronaldo Soares, Chocolate, Fernando de Lima e Nivaldo) | Jaime Cezário                                                                 |                                           |
| 1998         | Vice-campeã (Promovida)                         | Grupo A                                         | "Maiores São os Poderes do Povo - Se Liga na São Clemente!" (Compositores do samba: Ricardo Góes, Ronaldo Soares, Chocolate e Fernando de Lima) | Jaime Cezário                                                                 |                                           |
| 1999         | 14.º Lugar (Rebaixada)                          | Especial                                        | "A São Clemente Comemora e Traz Rui Barbosa para os Braços do Povo" (Compositores do samba: Ricardo Góes, Ronaldo Soares, Chocolate e Antônio) | Jaime Cezário                                                                 |                                           |
| 2000         | 4.º Lugar                                       | Grupo A                                         | "No Ano 2000, a São Clemente É Tupi com Sergipe na Sapucaí" (Compositores do samba: Helinho 107, Cláudio Filé, Reginaldo Bessa e Leonardo Alegria) | João Luiz de Moura e Sônia Regina                                             |                                           |
| 2001         | Vice-campeã (Promovida)                         | Grupo A                                         | "A São Clemente Falou e Nada Mudou Nesse Brasil Gigante" (Compositores do samba: Rodrigo Índio, Eugênio Leal, Fabinho e Paulo Renato) | Sônia Regina                                                                  |                                           |
| 2002         | 14.º Lugar (Rebaixada)                          | Especial                                        | "Guapimirim, Paraíso Ecológico Abençoado pelo Dedo de Deus" (Compositores do samba: Rodrigo Índio, Eugênio Leal, Fabinho, Paulo Renato e Anderson Paz) | Sônia Regina, Lane Santana, Alberto Rashyd e Nonato Trinta                    |                                           |
| 2003         | Campeã (Promovida)                              | Grupo A                                         | "Mangaratiba - Uma História de Luta para Todos que Amam a Terra e a Liberdade" (Compositores do samba: Alexandre Araujo, Diego Mendes e Rodrigo Telles) | Lane Santana                                                                  |                                           |
| 2004         | 14.º Lugar (Rebaixada)                          | Especial                                        | "Boi Voador Sobre o Recife: O Cordel da Galhofa Nacional" (Compositores do samba: Jorge Melodia, Noronha, Marcos Zero e Cesar Ouro) | Milton Cunha                                                                  |                                           |
| 2005         | 3.º Lugar                                       | Grupo A                                         | "Velha É a Vovozinha: A São Clemente Enrugadinha e Gostosinha" (Compositores do samba: Diego Mendes, Alexandre Araújo, Rodrigo Telles, Júnior Duarte, Armandinho do Cavaco e Eugênio Leal) | Milton Cunha                                                                  |                                           |
| 2006         | Vice-campeã                                     | Grupo A                                         | "De Gonzagão a Gonzaguinha: Em Vida de Viajante" (Compositores do samba: Rodrigo Índio, Fábio Rossi, Ronaldo Soares, Ricardo Góes e Cláudio Filé) | Renato Lyra, Tatiana Santos, Fábio Santos, Bráulio Malheiro e Rodrigo Sampaio |                                           |
| 2007         | Campeã (Promovida)                              | Grupo A                                         | "Barrados no Baile" (Compositores do samba: Alemão do Táxi, Carlinhos da Penha, Maninho, Gil Melodia e Jassa) | Fábio Santos e Edward Moraes                                                  |                                           |
| 2008         | 12.º Lugar (Rebaixada)                          | Especial                                        | "O Clemente João VI no Rio: A Redescoberta do Brasil" (Compositores do samba: Helinho 107, Ricardo Góes, Naldo, Cláudio Filé, Armandinho do Cavaco e Marcelo Santa Clara) | Milton Cunha, Mauro Quintaes e Fábio Santos                                   |                                           |
| 2009         | 4.º Lugar                                       | Grupo A                                         | "O Beijo Moleque da São Clemente" (Compositores do samba: Rodrigo Índio, Alexandre Araujo, Fábio Rossi, Rodrigo Telles e Armando Daltro) | Mauro Quintaes                                                                |                                           |
| 2010         | Campeã (Promovida)                              | Grupo A                                         | "Choque de Ordem na Folia" (Compositores do samba: Luiz Carlos Ribeiro, Marquinhos Gravino, Alex Jouber, Rubinho Salomão e Marcelo D. Noite) | Mauro Quintaes                                                                |                                           |
| 2011         | 9.º Lugar                                       | Especial                                        | "O Seu, o Meu, o Nosso Rio, Abençoado por Deus e Bonito por Natureza" (Compositores do samba: Ricardo Góes, Ronaldo Soares, FM, Grey, Serginho Machado, Flavinho Segal, Helinho 107, Claudio Filé, Armandinho do Cavaco, Nelson Amatuzzi, Fabio Portugal, Rodrigo Maia, Júnior Fionda, J.J. Santos e Xandão) | Fábio Ricardo                                                                 |                                           |
| 2012         | 11.º Lugar                                      | Especial                                        | "Uma Aventura Musical na Sapucaí" (Compositores do samba: Flavinho Segal, FM, Grey, Guguinha, Marcos Antunes, Ricardo Góes, Serginho Machado e Vânia) | Fábio Ricardo                                                                 |                                           |
| 2013         | 10.º Lugar                                      | Especial                                        | "Horário Nobre" (Compositores do samba: Beto Savana, Fábio Portugal, Floriano do Caranguejo, Gabrielzinho Poeta, Guguinha, Nelson Amatuzzi, Victor Alves) | Fábio Ricardo                                                                 | [ 34 ]                                    |
| 2014         | 11.º Lugar                                      | Especial                                        | "Favela" (Compositores do samba: Anderson, Flavinho Segal, FM, Grey, Ricardo Góes, Serginho Machado) | Max Lopes, Tiago Martins, João Vítor e Bruno César                            | [ 17 ] [ 18 ] [ 20 ] [ 21 ] [ 35 ] [ 19 ] |
| 2015         | 8.º Lugar                                       | Especial                                        | "A Incrível História do Homem que Só Tinha Medo da Matinta Perera, da Tocandira e da Onça Pé de Boi" (Compositores do samba: Diego Estrela, Hugo Bruno, Leozinho Nunes, Ronni Costa, Victor Alves e W. Machado)                                                                                              | Rosa Magalhães                                                                | [ 36 ] [ 37 ]                             |
| 2016         | 9.º Lugar                                       | Especial                                        | "Mais de Mil Palhaços no Salão" (Compositores do samba: Alexandre Araujo, Amado Osman, Armando Daltro, Davi Dias, Fabio Rossi, Rodrigo Índio, Rodrigo Telles e Vinícius Nagem) | Rosa Magalhães                                                                | [ 38 ]                                    |
| 2017         | 9.º Lugar                                       | Especial                                        | "Onisuáquimalipanse (Envergonhe-se Quem Pensar Mal Disso)" (Compositores do samba: Toninho Nascimento, Luiz Carlos Máximo, Anderson Paz, Gustavo Albuquerque, Camilo Jorge e Marcelo SP) | Rosa Magalhães                                                                | [ 39 ] [ 40 ]                             |
| 2018         | 11.º Lugar                                      | Especial                                        | "Academicamente Popular" (Compositores do samba: Ricardo Góes, Flavinho Segal, Naldo, Serginho Machado, Fabiano Paiva, Igor Marinho e Gustavo Clarão) | Jorge Silveira                                                                | [ 41 ]                                    |
| 2019         | 12.º lugar                                      | Especial                                        | "E o Samba Sambou" (Reedição do enredo de 1990) (Compositores do samba: Helinho 107, Mais Velho, Chocolate e Nino) | Jorge Silveira                                                                | [ 42 ]                                    |
| 2020         | 10.º Lugar                                      | Especial                                        | "O Conto do Vigário" (Compositores do samba: Marcelo Adnet, André Carvalho, Pedro Machado, Gustavo Albuquerque, Camilo Jorge, Luiz Carlos França, Gabriel Machado e Raphael Candela) | Jorge Silveira                                                                | [ 22 ]                                    |
| 2021         | Não houve desfile devido a pandemia de Covid-19 | Não houve desfile devido a pandemia de Covid-19 | Não houve desfile devido a pandemia de Covid-19 | Não houve desfile devido a pandemia de Covid-19                               | [ 43 ]                                    |
| 2022         | 12.º Lugar (Rebaixada)                          | Especial                                        | "Minha Vida É Uma Peça" (Compositores do samba: Cláudio Filé, James Bernardes, Arlindinho Neto, Braguinha, Colaço, Marcus Lopes, Caio, Tinguinha, Danilo, Gustavinho, Kaike Vinícius e Igor Leal) | Tiago Martins                                                                 | [ 44 ]                                    |
| 2023         | 7.º Lugar                                       | Série Ouro (segunda divisão)                    | "O Achamento do Velho Mundo" (Compositores do samba: Marcelo Adnet, André Carvalho, Gustavo Albuquerque, Pedro Machado, Fabiano Paiva, Luizinho do Méier, Gabriel Machado, Baby do Cavaco e Hamilton Fofão)                                                                                                  | Jorge Silveira                                                                | [ 45 ]                                    |
| 2024         | 5.º Lugar                                       | Série Ouro (segunda divisão)                    | "Que Grande Destino Reservaram pra Você" (Compositores do samba: Ricardo Góes, Naldo, Serginho Machado, Sergio Gil, Fadico, Orlando Ambrosio, Matias de Oliveira e Fernando de Lima) | Bruno de Oliveira                                                             | [ 46 ]                                    |
| 2025         | 12.º Lugar (Rebaixada)                          | Série Ouro (segunda divisão)                    | A São Clemente dá Voz a quem não tem (Compositores do samba: Lucas Thyerry, Gabrielzinho Poeta, Gabriel Ribeiro, Leonardo Bessa, Alexandre Araújo, Henrique Figueira, Rodrigo Telles, Edu da Cuíca, Rodrigo Gauz, João Pedro Figueira, Patrick Soares, Duda SG, Rod Torres e Paulo Beckham)                  | Mauro Leite                                                                   | [ 47 ]                                    |
| 2026         |                                                 | Série Prata (terceira divisão)                  | Na Tamarineira, é Pagode, é Carioca, é São Clemente | Carlos Eduardo (Cadu)                                                         |                                           |

## Títulos
A São Clemente nunca venceu a primeira divisão do carnaval. Sua melhor colocação foi o sexto lugar do Grupo Especial de 1990.
| Títulos da São Clemente | Títulos da São Clemente | Títulos da São Clemente |
| ----------------------- | ----------------------- | ----------------------- |
| Divisão                 | Títulos                 | Carnavais               |
| Segunda divisão         | 4                       | 1966, 2003, 2007, 2010  |
| Terceira divisão        | 1                       | 1964                    |

## Premiações

### Estandarte de Ouro
| Estandartes de Ouro do GRES São Clemente    | Estandartes de Ouro do GRES São Clemente | Estandartes de Ouro do GRES São Clemente | Estandartes de Ouro do GRES São Clemente |
| Categoria                                   | Total                                    | Ano                                      | Referência                               |
| ------------------------------------------- | ---------------------------------------- | ---------------------------------------- | ---------------------------------------- |
| Escola (Grupo 2)                            | 1                                        | 2006                                     | [ 48 ]                                   |
| Enredo                                      | 3                                        | 1985, 2015, 2017                         | [ 49 ] [ 50 ]                            |
| Comissão de frente                          | 2                                        | 1985, 1987                               | [ 51 ]                                   |
| Mestre-sala                                 | 1                                        | 1995                                     | [ 52 ]                                   |
| Passsista feminino                          | 1                                        | 2017                                     | [ 53 ]                                   |
| Passista masculino                          | 2                                        | 2013, 2016                               | [ 54 ] [ 55 ]                            |
| Revelação                                   | 1                                        | 2011                                     | [ 56 ] [ 57 ]                            |
| Ala                                         | 2                                        | 1989, 2015                               | [ 50 ] [ 58 ]                            |
| Ala de crianças (Categoria extinta em 1994) | 1                                        | 1990                                     | [ 59 ]                                   |

### Outros prêmios
Outros prêmios recebidos pelo GRES São Clemente.
| Ano  | Prêmio              | Categoria / premiados | Ref.                 |
| ---- | ------------------- | --- | -------------------- |
| 2000 | S@mba-Net           | Conjunto alegórico | [ 60 ] [ 61 ]        |
| 2000 | S@mba-Net           | Ala ("Cangaceiros") | [ 60 ] [ 61 ]        |
| 2001 | S@mba-Net           | Melhor desfile | [ 62 ] [ 63 ]        |
| 2001 | S@mba-Net           | Samba-enredo ("A São Clemente falou e nada mudou nesse Brasil gigante" - Compositores: Eugênio Leal, Fabinho Tamborim, Paulo Renato e Rodrigo Índio) | [ 62 ] [ 63 ]        |
| 2001 | S@mba-Net           | Melhor comunicação com o público | [ 62 ] [ 63 ]        |
| 2001 | S@mba-Net           | Ala ("Bebês abandonados no lixo") | [ 62 ] [ 63 ]        |
| 2004 | Troféu Jorge Lafond | Carnavalesco (Milton Cunha) | [ 64 ]               |
| 2005 | S@mba-Net           | Bateria (Diretor: Mestre Gil) | [ 65 ]               |
| 2005 | S@mba-Net           | Ala ("Dentadura") | [ 65 ]               |
| 2005 | S@mba-Net           | Ala de passistas | [ 65 ]               |
| 2005 | Troféu Jorge Lafond | Harmonia (Diretor responsável: Marquinhos Harmonia)                                                                                                  | [ 66 ]               |
| 2006 | S@mba-Net           | Intérprete (Leonardo Bessa) | [ 67 ] [ 68 ]        |
| 2006 | S@mba-Net           | Ala das baianas | [ 67 ] [ 68 ]        |
| 2006 | S@mba-Net           | Destaque de luxo (Raí Menezes) | [ 67 ] [ 68 ]        |
| 2006 | Troféu Jorge Lafond | Porta-bandeira (Danielle Soares Reis) | [ 69 ]               |
| 2006 | Troféu Jorge Lafond | Conjunto de alegorias | [ 69 ]               |
| 2006 | Troféu Jorge Lafond | Harmonia (Diretor responsável: Marquinhos Harmonia)                                                                                                  | [ 69 ]               |
| 2006 | Plumas & Paetês     | Carnavalesco do Grupo de Acesso A (Fábio Santos) | [ 70 ]               |
| 2007 | Troféu Jorge Lafond | Melhor escola | [ 71 ]               |
| 2007 | S@mba-Net           | Destaque de luxo (Raí Menezes) | [ 72 ]               |
| 2007 | Plumas & Paetês     | Figurinista (Fábio Santos) | [ 73 ]               |
| 2007 | Troféu Parangolé    | Edward Soares Moraes e Fábio dos Santos Oliveira (Pela coerência estética da obra)                                                                   | [ 74 ]               |
| 2009 | Troféu Jorge Lafond | Ala das baianas | [ 75 ]               |
| 2010 | Estrela do Carnaval | Melhor desfile do Grupo de Acesso A | [ 76 ]               |
| 2010 | S@mba-Net           | Ala das baianas | [ 77 ] [ 78 ]        |
| 2010 | S@mba-Net           | Ala de passistas | [ 77 ] [ 78 ]        |
| 2010 | Troféu Jorge Lafond | Porta-bandeira (Jacqueline Gomes) | [ 79 ]               |
| 2010 | Troféu Jorge Lafond | Comissão de frente (Coreógrafo: Caio Nunes) | [ 79 ]               |
| 2010 | Plumas & Paetês     | Diretor de carnaval (Ricardo Almeida Gomes) | [ 80 ]               |
| 2011 | Gato de Prata       | Revelação (Igor Sorriso) | [ 81 ]               |
| 2011 | Troféu Jorge Lafond | Personalidade (Igor Sorriso) | [ 82 ]               |
| 2012 | Estrela do Carnaval | Intérprete (Igor Sorriso) | [ 76 ] [ 83 ]        |
| 2012 | Estrela do Carnaval | Revelação (Claudia Mota - coreógrafa da comissão de frente)                                                                                          | [ 76 ] [ 83 ]        |
| 2012 | Tupi Carnaval Total | Intérprete (Igor Sorriso) | [ 83 ]               |
| 2012 | S@mba-Net           | Ala de passistas | [ 84 ] [ 85 ]        |
| 2012 | Gato de Prata       | Carnavalesco (Fábio Ricardo) | [ 86 ]               |
| 2012 | Gato de Prata       | Harmonia (Diretor responsável: Marquinhos Harmonia)                                                                                                  | [ 86 ]               |
| 2012 | Plumas & Paetês     | Figurinista (Fábio Ricardo) | [ 87 ]               |
| 2012 | Plumas & Paetês     | Escultor (Rossy Amoedo) | [ 87 ]               |
| 2012 | Plumas & Paetês     | Destaque performático (Thiago Martins) | [ 87 ]               |
| 2013 | Plumas & Paetês     | Figurinista (Fábio Ricardo) | [ 88 ]               |
| 2013 | Plumas & Paetês     | Costureiro (João Victor) | [ 88 ]               |
| 2013 | Troféu Jorge Lafond | Personalidade (Renato Almeida Gomes - presidente da escola)                                                                                          | [ 89 ]               |
| 2015 | SRZD-Carnaval       | Melhor escola | [ 90 ]               |
| 2015 | SRZD-Carnaval       | Carnavalesca (Rosa Magalhães) | [ 90 ]               |
| 2015 | Tupi Carnaval Total | Carnavalesca (Rosa Magalhães) | [ 91 ]               |
| 2015 | Estrela do Carnaval | Enredo ("A incrível história do homem que só tinha medo da Matinta Perera, da Tocandira e da Onça Pé de Boi")                                        | [ 92 ]               |
| 2015 | Estrela do Carnaval | Carnavalesca (Rosa Magalhães) | [ 92 ]               |
| 2015 | Estrela do Carnaval | Intérprete (Igor Sorriso) | [ 92 ]               |
| 2015 | Estrela do Carnaval | Ala das baianas | [ 92 ]               |
| 2015 | Estrela do Carnaval | Conjunto de fantasias | [ 92 ]               |
| 2015 | Gato de Prata       | Enredo ("A incrível história do homem que só tinha medo da Matinta Perera, da Tocandira e da Onça Pé de Boi")                                        | [ 93 ]               |
| 2015 | Gato de Prata       | Harmonia (Diretor responsável: Marquinhos Harmonia)                                                                                                  | [ 93 ]               |
| 2015 | Gato de Prata       | Intérprete (Igor Sorriso) | [ 93 ]               |
| 2015 | S@mba-Net           | Melhor escola | [ 94 ] [ 95 ] [ 96 ] |
| 2015 | S@mba-Net           | Intérprete (Igor Sorriso) | [ 94 ] [ 95 ] [ 96 ] |
| 2015 | Troféu Jorge Lafond | Homenagem especial (Marquinho Harmonia - diretor de harmonia)                                                                                        | [ 97 ]               |
| 2016 | Estrela do Carnaval | Revelação (Leozinho Nunes) | [ 98 ]               |
| 2016 | Prêmio Machine      | Torcida Organizada (La Pandilla Clementina) | [ 99 ] [ 100 ]       |
| 2019 | Troféu Sambario     | Melhor Conjunto de Fantasias | [ 101 ]              |
| 2019 | Troféu Sambario     | Melhor Ala (Cara Crachá - Farra das Credenciais) | [ 101 ]              |

## Segmentos

### Presidentes

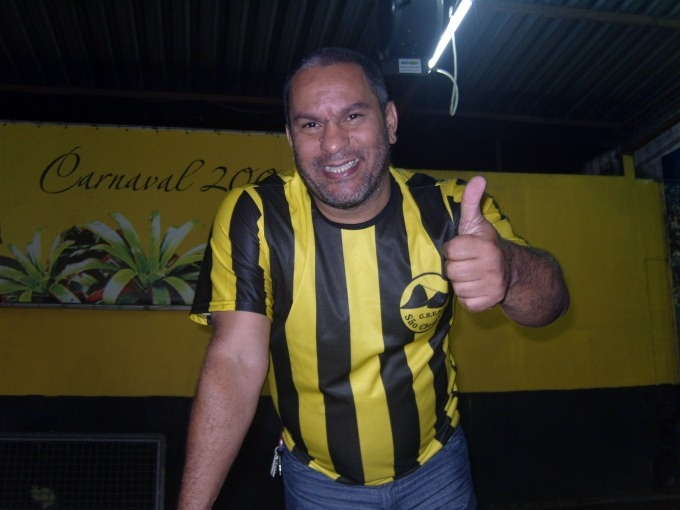
Renato de Almeida Gomes, o Renatinho, é presidente da São Clemente.

| Presidentes                | Período               | Ref.           |
| -------------------------- | --------------------- | -------------- |
| Ivo da Rocha Gomes         | 25/10/1961–24/07/1980 | [ 102 ]        |
| Ivan da Silva Vasconcelos  | 24/07/1980–12/06/1981 | [ 102 ]        |
| George Avelino             | 12/06/1981–12/06/1984 | [ 102 ]        |
| Ivan da Silva Vasconcellos | 12/06/1984–11/06/1987 | [ 102 ]        |
| Ricardo Almeida Gomes      | 11/06/1987–2007       | [ 102 ]        |
| Renato de Almeida Gomes    | 2008–presente         | [ 22 ] [ 102 ] |

### Intérpretes
| Intérpretes                                | Carnavais | Ref.    |
| ------------------------------------------ | --------- | ------- |
| Cardoso                                    | 1975      | [ 103 ] |
| Izaías de Paula                            | 1979      | [ 104 ] |
| Nando                                      | 1981      | [ 32 ]  |
| Geraldão                                   | 1984      | [ 105 ] |
| Izaías de Paula                            | 1985      | [ 104 ] |
| Geraldão                                   | 1986      | [ 105 ] |
| Izaías de Paula                            | 1987-1988 | [ 104 ] |
| Geraldão                                   | 1989      | [ 105 ] |
| Izaías de Paula                            | 1990      | [ 104 ] |
| Sidney Moreno                              | 1991-1992 | [ 106 ] |
| Quinho                                     | 1993      | [ 107 ] |
| Vaguinho                                   | 1994-1995 | [ 108 ] |
| Nego Lindo                                 | 1996      | [ 33 ]  |
| Márcio Souto                               | 1997      | [ 109 ] |
| David do Pandeiro                          | 1998      | [ 110 ] |
| Serginho do Porto                          | 1999      | [ 111 ] |
| Rixxah                                     | 2000      | [ 112 ] |
| Anderson Paz                               | 2001-2004 | [ 113 ] |
| Clóvis Pê                                  | 2005      | [ 114 ] |
| Leonardo Bessa                             | 2006-2009 | [ 115 ] |
| Igor Sorriso                               | 2010-2015 | [ 116 ] |
| Leozinho Nunes                             | 2016-2018 | [ 117 ] |
| Leozinho Nunes, Bruno Ribas, Larissa Luz   | 2019      | [ 118 ] |
| Leozinho Nunes, Bruno Ribas, Grazzi Brasil | 2020      | [ 22 ]  |
| Leozinho Nunes e Maninho                   | 2022      | [ 119 ] |
| Leozinho Nunes                             | 2023      |         |
| Vitor Cunha e Leandro Santos               | 2024      |         |
| Rafael Tinguinha                           | 2025-     |         |

### Comissão de Frente
| Coreógrafos(as)                 | Carnavais | Ref.            |
| ------------------------------- | --------- | --------------- |
| Gabriel Cortes                  | 1990-2001 | [ 120 ] [ 121 ] |
| Paulo Medeiros                  | 2002      | [ 122 ]         |
| Gabriel Cortes e Paulo Medeiros | 2003      | [ 123 ]         |
| Roberto Lima                    | 2004      | [ 124 ]         |
| Luis Monteiro                   | 2005      | [ 125 ]         |
| Ângela Salles                   | 2006-2007 | [ 126 ] [ 127 ] |
| Caio Nunes                      | 2008-2011 | [ 128 ]         |
| Claudia Motta                   | 2012      | [ 129 ]         |
| Renato Vieira                   | 2013      | [ 34 ]          |
| Regina Sauer                    | 2014      | [ 130 ]         |
| Luís Arrieta                    | 2015      | [ 37 ]          |
| Sérgio Lobato                   | 2016-2017 | [ 131 ]         |
| Kiko Huarabyra                  | 2018      | [ 132 ]         |
| Junior Scapin                   | 2019-2022 | [ 22 ] [ 133 ]  |
| Lucas Maciel                    | 2023      |                 |
| Bruna Lopes                     | 2024      |                 |
| David Lima                      | 2025-     |                 |

### Mestre-sala e Porta-bandeira

#### Primeiro casal
| Primeiro casal                        | Carnavais | Ref.            |
| ------------------------------------- | --------- | --------------- |
| Ivanildo e Vera                       | 1962-1965 | [ 134 ] [ 135 ] |
| Ivanildo e Maria Emília               | 1966-1967 | [ 136 ] [ 137 ] |
| Calisto e Neuza                       | 1968      | [ 138 ]         |
| Carlos Alberto e Maria Emília         | 1969-1971 | [ 139 ] [ 140 ] |
| Carlos Alberto e Ana                  | 1972-1973 | [ 141 ] [ 142 ] |
| Risada e Maria Emília                 | 1974-1976 | [ 143 ] [ 144 ] |
| Pelé e Zaíra                          | 1977      | [ 145 ]         |
| Augustinho e Maria Emília             | 1978      | [ 146 ]         |
| Pelé e Zaíra                          | 1979-1980 | [ 147 ] [ 148 ] |
| Risada e Vera                         | 1981      | [ 32 ]          |
| Sabino e Mariazinha                   | 1982-1983 | [ 149 ]         |
| Amauri e Mariazinha                   | 1984      | [ 150 ]         |
| Ruy Geléia e Mariazinha               | 1985      | [ 151 ]         |
| Ruy Geléia e Rosângela                | 1986      | [ 152 ]         |
| André e Vera Lúcia                    | 1987-1990 | [ 120 ] [ 153 ] |
| André e Patrícia                      | 1991      | [ 154 ]         |
| Robertinho e Tidinha                  | 1992      | [ 155 ]         |
| Carlinhos de Jesus e Stelinha Cardoso | 1993      | [ 156 ]         |
| Paulo César e Viviane                 | 1994      | [ 157 ]         |
| Ronaldinho e Taninha                  | 1995      | [ 158 ]         |
| Eduardo e Gleice Simpatia             | 1996      | [ 33 ]          |
| Amendoim e Rute Alves                 | 1997      | [ 159 ]         |
| Amendoim e Cristiane                  | 1998      | [ 160 ]         |
| Amendoim e Cíntia                     | 1999      | [ 161 ]         |
| Sidcley e Cíntia                      | 2000      | [ 162 ]         |
| Marcelinho e Cíntia                   | 2001      | [ 121 ]         |
| Marcelinho e Gleice Simpatia          | 2002-2003 | [ 122 ] [ 123 ] |
| Paulo Roberto e Gleice Simpatia       | 2004      | [ 124 ]         |
| Marcelo Jorge e Danielle Soares       | 2005-2008 | [ 125 ] [ 128 ] |
| Marcelo Jorge e Simone                | 2009      | [ 163 ]         |
| Marcelinho e Jaqueline                | 2010      | [ 164 ]         |
| Bira e Jaqueline                      | 2011      | [ 165 ]         |
| Bira e Denadir Garcia                 | 2012      | [ 166 ]         |
| Fabrício Pires e Denadir Garcia       | 2013-2017 |                 |
| Fabrício Pires e Amanda Poblete       | 2018      |                 |
| Fabrício Pires e Giovanna Justo       | 2019-2020 | [ 22 ]          |
| Vinícius Pessanha e Jack Pessanha     | 2022      | [ 167 ]         |
| Alex Marcelino e Raphaela Caboclo     | 2023-2024 | [ 168 ]         |
| Alex Marcelino e Thaís Romi           | 2025-     |                 |

### Bateria
A bateria da São Clemente é denominada "Fiel Bateria".

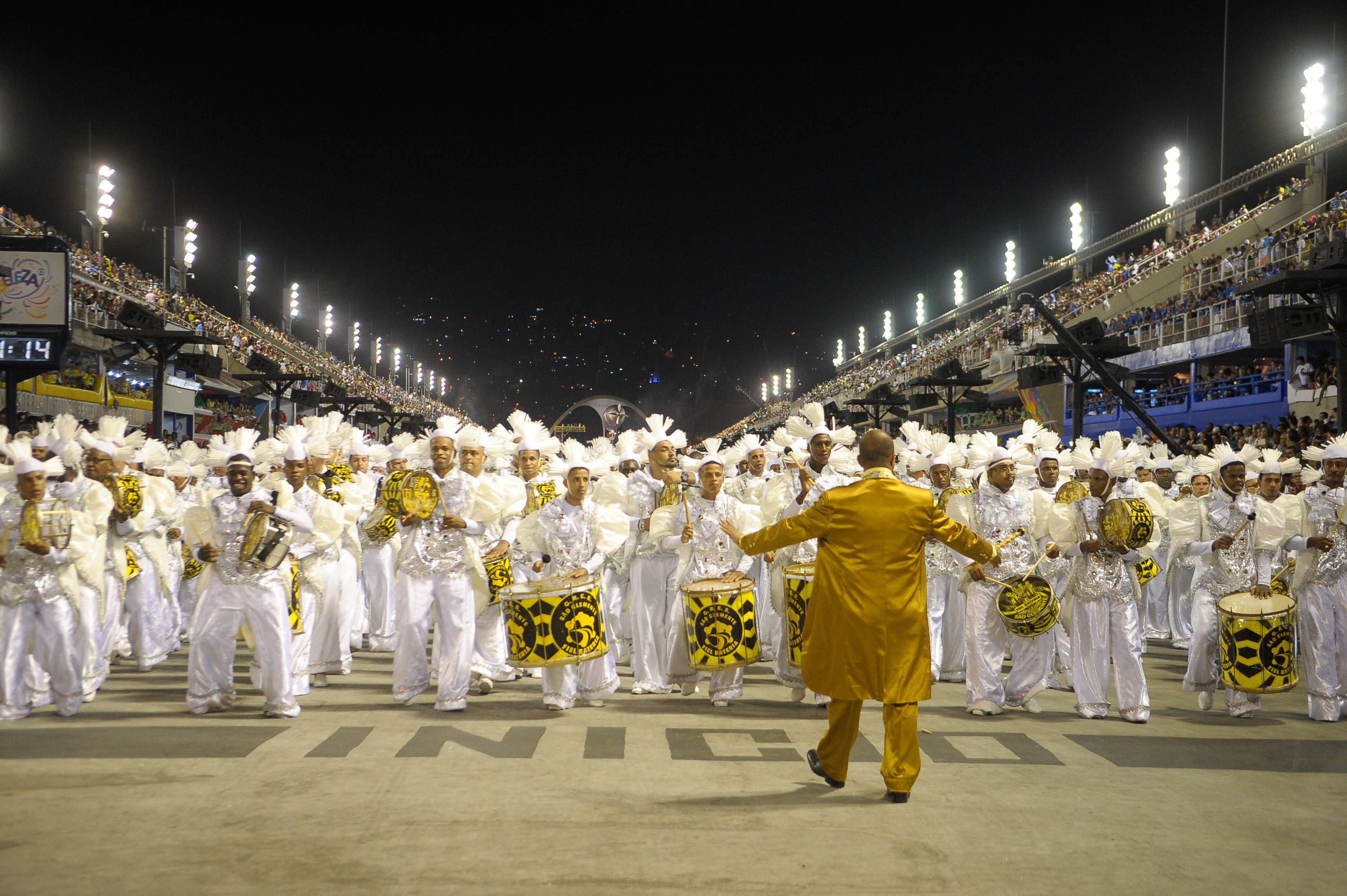
A bateria da São Clemente é denominada "Fiel Bateria". Imagem do desfile de 2016.

#### Mestres
| Mestres de Bateria             | Carnavais     | Ref.            |
| ------------------------------ | ------------- | --------------- |
| Ivo da Rocha Gomes             | 1962-1964     | [ 134 ] [ 170 ] |
| Jorge de Andrade               | 1965-1968     | [ 135 ] [ 138 ] |
| Vicente Lino Coelho (Tio Vivi) | 1969-1987     | [ 139 ] [ 153 ] |
| Renatinho                      | 1988-1999     | [ 161 ] [ 171 ] |
| Renatinho e Tião Belo          | 2000-2002     | [ 121 ] [ 162 ] |
| Renatinho e Gil                | 2003          | [ 123 ]         |
| Gil                            | 2004-2010     | [ 124 ] [ 164 ] |
| Gil e Caliquinho               | 2011-2017     | [ 165 ]         |
| Caliquinho                     | 2018-2023     | [ 124 ] [ 164 ] |
| Bruno Marfim                   | 2024-2025     |                 |
| Johnny                         | 2026-presente |                 |

#### Rainhas

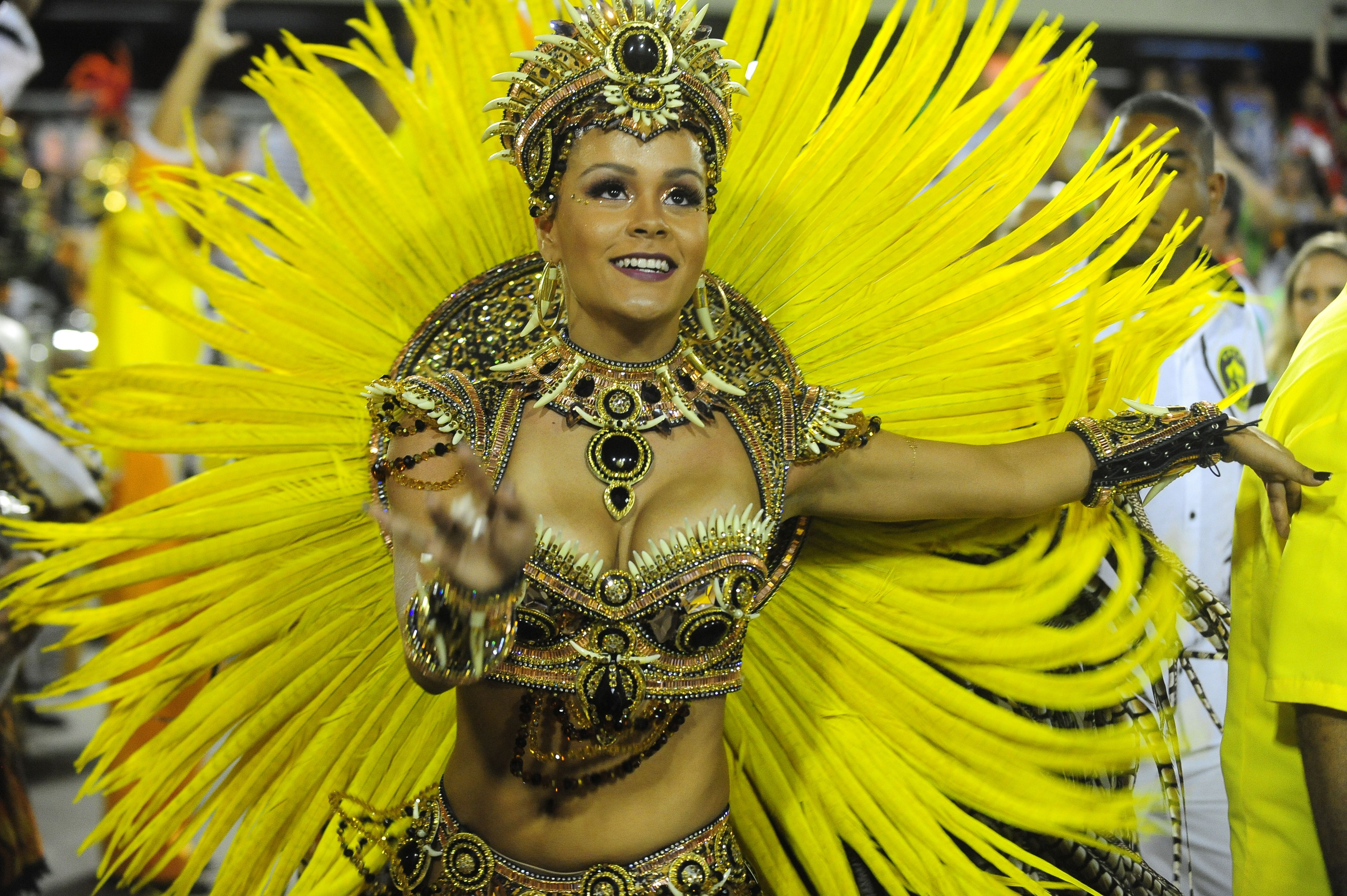
A atual rainha de bateria da São Clemente, Raphaela Gomes, no desfile de 2015. Raphaela é filha do presidente da escola, Renato Gomes.

| Rainhas de Bateria | Carnavais     | Ref.            |
| ------------------ | ------------- | --------------- |
| Cláudia Egyto      | 1987-1988     | [ 173 ] [ 174 ] |
| Monique Evans      | 1988-1991     | [ 175 ]         |
| Isadora Ribeiro    | 1995          | [ 173 ]         |
| Solange Gomes      | 1997-1999     | [ 176 ]         |
| Bruna Almeida      | 2000-2013     | [ 177 ] [ 178 ] |
| Raphaela Gomes     | 2014-presente | [ 22 ] [ 172 ]  |

### Direção de Carnaval
| Diretores de Carnaval    | Carnavais     | Ref.                   |
| ------------------------ | ------------- | ---------------------- |
| Marco Antonio dos Santos | 1995          | [ 158 ]                |
| Ricardo de Almeida Gomes | 1998          | [ 160 ]                |
| Roberto de Almeida Gomes | 1999-2002     | [ 122 ] [ 161 ]        |
| Ricardo de Almeida Gomes | 2003-2013     | [ 34 ] [ 123 ]         |
| Roberto de Almeida Gomes | 2014          | [ 35 ]                 |
| Ricardo de Almeida Gomes | 2015-2017     | [ 37 ] [ 179 ] [ 180 ] |
| Thiago Almeida           | 2020-2022     | [ 22 ]                 |
| Roberto Almeida Gomes    | 2023-presente |                        |

### Direção de Harmonia
| Diretores de Harmonia    | Carnavais | Ref.            |
| ------------------------ | --------- | --------------- |
| Marquinhos Harmonia      | 1987-1988 | [ 153 ] [ 181 ] |
| Marco Antonio dos Santos | 1995      | [ 158 ]         |
| Roberto de Almeida Gomes | 1998      | [ 160 ]         |
| Marco Antônio dos Santos | 1999      | [ 161 ]         |
| Marquinhos Harmonia      | 2000-2022 | [ 22 ] [ 162 ]  |
| Jurandir Baptista        | 2023-2024 |                 |